# Xian de Pucheng (Fujian)
Pour les articles homonymes, voir Pucheng.
Le xian de Pucheng (浦城县 ; pinyin : Pǔchéng Xiàn) est un district administratif de la province du Fujian en Chine. Il est placé sous la juridiction de la ville-préfecture de Nanping.

## Démographie
La population du district était de 397 974 habitants en 1999.